# 個人攻撃

グレアムの反論のヒエラルキー

個人攻撃（こじんこうげき、personal attack）とは、議論（何らかの係争関係にある会話・対話など）において、相手の発言の内容ではなく、発言者である相手自身を話題にして応答すること。論点のすり替えの一種。人格攻撃（じんかくこうげき、personality attack）。議論におけるルール違反。個人攻撃によってビジネス上の議論や交渉の本筋から脱線してしまうが、こうしたことを避けて上手に伝達することは教育分野や家族間においてもコミュニケーション上の重要な考え方となる。

## 解説
議論において必要なのは、冷静に議論の内容だけに焦点を合わせることである。議論の中で相手の人格に言及してしまうと、話が本題から逸れてしまう。議論はあくまで「意見」を取り扱う行為であり、相手を攻撃するものではない。そのため、個人攻撃は議論のルール違反である。組織リーダー選定のようや人格的資質への言及が求められる場面でなければ、人格を議論に持ち出すべきではないと指摘されている。

## 敵対政治家への個人攻撃・社会への影響
一流企業でプレゼンテーションの方法を指導しているアメリカの著者ウィリアム・スティールによれば、政治家が自分の票を獲得するために他の政治家に個人攻撃をしていることから、個人攻撃が社会に広まっているのではと主張している。政敵など相手の主張に対し、吟味して意見するのではなく、相手の不誠実さや資質を責める者がいる。個人攻撃の拡散で、アメリカ社会では衝突が広まっていっている。1972年の米国の大統領選では、ニクソン陣営は政敵エドマンド・マスキーの政策の考え方を批判するのではなく、その妻の酒癖を個人攻撃した。その際のマスキーの対応が大統領にふさわしくないと思われるような世論につながってしまっている。

## コンピュータによる判別
オンラインでは、使われた文章を機械学習によって識別することで、個人攻撃を判別しようとしている。ウィキペディアを運用するウィキメディア財団はウィキペディアの編集者の減少に悩み、2016年にはウィキペディア内での迷惑行為の減少を優先事項とし、とげとげしい雰囲気を改善しようとしており、グーグルの親会社であるアルファベットと共にネット上の迷惑行為を取り締まるソフトウェアを研究。11万以上のウィキペディアのノートページの6300万件の投稿から「個人攻撃はしない」という規則に抵触するコメントを探索した。 個人攻撃の約8割は、5発言未満の多数の者からなりたっていたが、全体の9%を34人の利用者で占めていることが判明している。

## 具体例
例1：

ストローク「あなたはその単語を間違えた。」

値引き「あなたはちゃんと単語を書けないのですね。」
例2：

ストローク「あなたがそうすると、私は嫌な気分になる。」

値引き「あなたはそうやって、私の気分を悪くさせる。」
上司が部下を育成するにあたって、「君にはやる気がみられない」と主観を伝えるのでは人格攻撃、人格否定でありパワーハラスメントにも発展しかねないが、行動に着目し「発言がなかったけれど…」のように伝達することが適切となるとする、人材育成の専門家の意見もある。
ビジネスにおける交渉において、「やり方が間違っている」と個人攻撃され「君こそ間違っている」と応酬すれば溝は深まるが、「確かに間違っているという考えも分かる。しかしメリットもあるのでもう一度説明したい」などと部分的合意を用いることも必要になる。こうした個人攻撃は夫婦間の会話において「お前は普段から…」というように、話題が脱線して個人攻撃が開始されることがあるがこれに付き合わず、冷静に対処すれば当初の話し合いの目的に立ち返ることもできる。
人材育成の書籍を持つ法政大学心理学科教授の島宗理によれば、性格というのは特定の行動をとった結果をそういう性格だと呼んでいるだけなので、性格のせいにして個人攻撃の罠に陥るのではなく、成果につながる行動へと行動に変化を促すことが行動分析学の捉え方であり、リーダーとしての役割だとする。
別のコーチングに関するビジネス書の著者も、人を、人格を叱るのではなく「したこと」を叱るべきで人格攻撃はいけないとし、「どんな神経している」、「こんなミスをしているから雇ってくれるところがない」といった発言は上司として控えるべきとされる。上司の仕事を解説した別の書籍でも、仕事や事実に焦点を当てて相手を尊重し感情的な議論をしない、人格攻撃をしないということが、上手な叱り方の技術のひとつとして挙げられている。職場における改善対象を個人に特定しないことで、個人攻撃になりにくくするといった配慮がなされることもある。

### 個人攻撃の例
- そんなに偉いのか[9]
- そう言って楽しいか[9]
- やり方が間違っていると言いたいのか[2]
- 君には10年早い[2]